# Liste der Kellergassen in Michelhausen
Die Liste der Kellergassen in Michelhausen führt die Kellergassen in der niederösterreichischen Gemeinde Michelhausen an.
| Foto |                 | Kellergasse | Standort                 | Beschreibung |
| ---- | --------------- | ----------- | ------------------------ | --- |
| ja   | Datei hochladen | Hauptstraße | KG: Atzelsdorf Standort  | Die einseitige Einzelkellergasse liegt an einer Geländekante am westlichen Rand des Ortskerns, heute umgeben von Siedlungsgebiet. Sie umfasst auf 150 Metern Länge zwölf Gebäude, darunter zwei Um- oder Neubauten. Die Keller sind teils traufständig, teils in Schildmauerform; viele sind erneuerungsbedürftig. Die älteste Datierung stammt von 1935. |
| ja   | Datei hochladen | Hägerberg   | KG: Michelndorf Standort | Die beidseitige Einzelkellergasse liegt südlich außerhalb des Orts, teils in Hanglage, teils in einem Hohlweg. Laut Schmidbaur umfasst sie auf 200 Metern Länge 13 Gebäude, mehrheitlich traufständig, und überwiegend erneuerungsbedürftig. Doch dürften sich in der Verlängerung des Weges weiter östlich noch zwei weitere kleine Kellergruppen befinden. |
| ja   | Datei hochladen |             | KG: Streithofen Standort | Das einseitige Kellergassensystem befindet sich am südwestlichen Ortsrand und im südlichen Hintaus an Geländekanten. Es umfasst auf 250 Metern Länge 30 Gebäude, darunter einige Um- oder Neubauten mit Wohnnutzung. Von Schmidbaur werden die von ihm vorgefundenen mehr als 20 Keller teils traufständig, teils in Schildmauerform, und als überwiegend erneuerungsbedürftig oder verfallen beschrieben. In der Zwischenzeit sind in diesem Bereich einige Neubauten entstanden, was zum Verlust einiger Keller geführt haben könnte. |

| Foto:                    | Fotografie der Kellergasse (Gesamtheit). Klicken des Fotos erzeugt eine vergrößerte Ansicht. Daneben finden sich zwei Symbole: \| Weitere Bilder vorhanden \| Das Symbol bedeutet, dass weitere Fotos des Objekts verfügbar sind. Durch Klicken des Symbols werden sie angezeigt. \| \| Eigenes Foto hochladen \| Durch Klicken des Symbols können weitere Fotos des Objekts in das Medienarchiv Wikimedia Commons hochgeladen werden. \| |
| Name:                    | Bezeichnung der Kellergasse |
| Standort:                | Es ist die Katastralgemeinde (KG) angegeben. Durch Aufruf des Links Standort wird die Lage der Kellergasse in verschiedenen Kartenprojekten angezeigt. |
| Beschreibung             | Kurze Beschreibung der Kellergasse |
| Weitere Bilder vorhanden | Das Symbol bedeutet, dass weitere Fotos des Objekts verfügbar sind. Durch Klicken des Symbols werden sie angezeigt. |
| Eigenes Foto hochladen   | Durch Klicken des Symbols können weitere Fotos des Objekts in das Medienarchiv Wikimedia Commons hochgeladen werden. |